# مبونگ آماتا
مبونگ آماتا (انگلیسی: Mbong Amata؛ زادهٔ ۲۱ سپتامبر ۱۹۸۵) بازیگر و مدل اهل نیجریه و ساکن لس آنجلس است. وی در سال ۲۰۰۴ نفر دوم رقابت‌های «دختر شایسته نیجریه» شد.
از فیلم‌ها یا برنامه‌های تلویزیونی که وی در آن نقش داشته است، می‌توان به نوامبر سیاه و شامپاین اشاره کرد.